# Сє Юй (спортивний стрілець)
Сє Юй (12 червня 2000 , Huazuo Miao and Yi Ethnic Townshipd, Гуйчжоу ) — китайський стрілець, олімпійський чемпіон 2024 року.

## Виступи на Олімпіадах
| Олімпіада  | Дисципліна                       | Місце |
| ---------- | -------------------------------- | ----- |
| Париж 2024 | пневматичний пістолет, 10 метрів | 1     |

## Зовнішні посилання
- Сє Юй (спортивний стрілець) на сайті ISSF (англійська)
- Сє Юй (спортивний стрілець) на сайті Olympics.com (англійська)
- Сє Юй